# Andrej Wiadziernikau
Andrej Siarhiejewicz Wiadziernikau (biał. Андрэй Сяргеевіч Вядзернікаў, ros. Андрей Сергеевич Ведерников, Andriej Siergiejewicz Wiediernikow, ur. 9 września 1961 w Mohylewie) – białoruski mistrz japońskich sztuk walki (Gosoku Ryu, Battōdō, Kubojutsu), Shihan, założyciel i szef International Karate Association of Belarus.

## Życiorys
Rozpoczął studia karate w wieku 9 lat. W 1981 roku w Dreźnie otworzył pierwsze Dojo w Niemczech. W 1982 roku w Mińsku otworzył Dojo w Białorusi. Nauczycielem Shihana Wiadziernikaua jest Soke Kubota.